# ユリア (音)

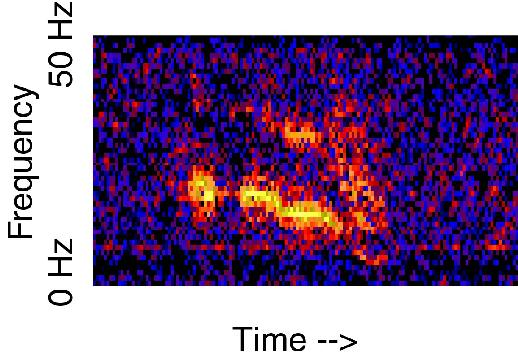
「ユリア」のスペクトログラム

座標: 南緯15度00分00秒 西経98度00分00秒 / 南緯15.000000度 西経98.000000度
ユリア（Julia）とは、海中で観測された発生原因不明の低周波の音波のパターンに付けられた、音の名称である。SOSUSセンター全体よりもかなり高いレベルで聞くことができたようだ。太平洋の南緯15°西経98°辺りから、15秒間音が聞こえたようだ。

## 概要
ユリアが、アメリカ海洋大気庁によって録音されたのは、1999年3月1日のことである。アメリカ海洋大気庁の発表によれば、この音の発生原因は不明とのこと。しかしながら、SOSUS（水中マイク）で、完全に感知できるほどの十分な強さを持った音（つまり、間違い無く存在した音）であるとも発表している。この音は、約15秒間に渡って継続した。

## 科学者の考えと海洋の発生原因不明の音
科学者的に予想すると 南極沖で座礁した大きな氷山とのこと。 海洋においては、ユリア以外にも発生原因不明の音が観測されている。例えば、アプスウィープ、ホイッスル、スローダウン、トレイン、ブループといった音が挙げられる。